# Grigor Dimitrov
Grigor Dimitrov (bulgariska: Григор Димитров), född 16 maj 1991 i Chaskovo, är en tennisspelare från Bulgarien. Hans karriärs högsta singelranking är # 3, vilket uppnåddes den 20 november 2017.
Dimitrov hade ett förhållande med Marija Sjarapova 2013–2015.

## Juniorfinaler

### Singelfinaler
Singelfinaler i Grand Slam-turneringar Wins (2)
| Datum | Turnering | Underlag | finalmotståndare | Poäng    |
| 2008  | Wimbledon | Grass    | Henri Kontinen   | 7–5, 6–3 |
| 2008  | U.S. Open | Hard     | Devin Britton    | 6–4, 6–3 |

### Dubblar
Grand Slam Doubles Runner-Up (1)
| Datum | Turnering | Underlag | Partnering     | Finalmotståndare                   | Poäng    |
| 2007  | U.S. Open | Hard     | Vasek Pospisil | Jonathan Eysseric Jérôme Inzerillo | 2–6, 4–6 |

## Finaler

### Singlar
Singles Wins (3)
| Datum | Turnering                           | Underlag | Finalmotståndare       | Poäng      |
| 2008  | Valldoreix F20 ITF FU $ 10 000      | Clay     | Pablo Santos-González  | 6-3 6-4    |
| 2008  | Móstoles-Madrid F34 ITF FU $ 15 000 | Hard     | Ignacio Coll-Riudavets | 7-6(3) 6-3 |
| 2008  | Alcorcón-Madrid F35 ITF FU $ 15 000 | Hard     | Ludovic Walter         | 6-4 6-4    |

### Dubblar
Doubles Wins (3)
| Datum | Turnering                    | Underlag | Partner             | Finalmotståndare                        | Poäng        |
| 2008  | Murcia F5 ITF FU $ 10 000    | Clay     | Carlos Poch-Gradin  | Carlos González-De Cueto Rhyne Williams | 7-6(4) 6-3   |
| 2009  | Hollywood F2 ITF FU $ 10 000 | Clay     | Todor Enev          | Stefano Ianni Mattia Livraghi           | 6-1 6-2      |
| 2009  | Trnava ATP CH $ 64 000       | Clay     | Teimuraz Gabashvili | Jan Minar Lukáš Rosol                   | 6-4 2-6 10-8 |

Doubles Runner-Up (2)
| Datum | Turnering                        | Underlag | Partner                 | Finalmotståndare              | Poäng        |
| 2008  | Majorca F2 ITF FU $ 10 000       | Clay     | Juan-Albert Viloca-Puig | Julien Jeanpierre Xavier Pujo | 5-7 2-6      |
| 2009  | Istanbul, Turkey ATP CH $ 50 000 | Hard     | Marsel Ilhan            | Frederico Gil Filip Prpic     | 6-3 2-6 6-10 |